# Milton Cairoli
Milton Cairoli Martínez (nacido el 12 de junio de 1933), es un magistrado uruguayo, ministro de la Suprema Corte de Justicia  de su país entre 1993 y 2003.

## Biografía
Se graduó como abogado en la Universidad de la República en el año 1960. En 1965 ingresó al Poder Judicial como Juez de Paz en el departamento de Florida. Al año siguiente fue nombrado Juez Letrado en la ciudad de Bella Unión (departamento de Artigas). Luego fue juez letrado en Cerro Largo (entre 1967 y 1969) y en Rosario, Departamento de Colonia (1969-1972). En 1972 fue trasladado a Montevideo como juez de instrucción (en materia penal), donde se desempeñó hasta 1977, cuando pasó a ser Juez Letrado de Primera Instancia en lo Penal. En setiembre de 1978 fue ascendido al cargo de ministro del Tribunal de Apelaciones en lo Penal de 2º Turno, donde permaneció durante casi quince años.
En mayo de 1993 la Asamblea General lo designó como ministro de la Suprema Corte de Justicia, en reemplazo del ministro Rafael Addiego Bruno que había cesado en su cargo en febrero de ese año. Ocupó la presidencia de la Corte en dos oportunidades, durante los años 1997 y 2001 respectivamente.
En mayo de 2003 cesó en su cargo como ministro del máximo órgano jurisdiccional del país al completar los 10 años que la Constitución uruguaya establece como el máximo posible de permanencia en el cargo. 
Especialista en Derecho Penal, es catedrático de dicha materia en la Facultad de Derecho de la Universidad de la República y autor de numerosas publicaciones relacionadas con temas de su especialidad.

## Publicaciones
- Reflexiones sobre la Ley de Seguridad Ciudadana (con Ricardo Pérez Manrique)[2]